# Tony Garnier (Musiker)

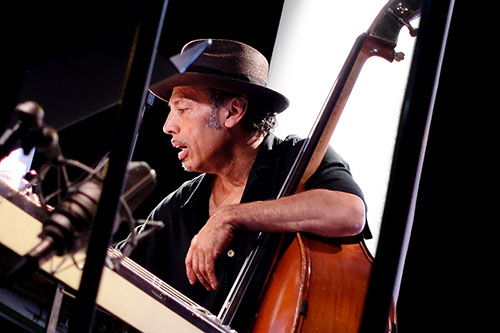
Tony Garnier (2015)

Tony Garnier (* 18. August 1956 in Saint Paul, Minnesota) ist ein amerikanischer Bassist (sowohl Kontrabass als auch Bassgitarre). Garnier ist am besten als Tour- und Studiomusiker Bob Dylans bekannt, mit dem er seit 1989 zusammen spielt. Er ist Dylans längster Begleiter auf der Never Ending Tour und wird manchmal als sein Musikdirektor charakterisiert. Zusätzlich zu seiner Arbeit mit Dylan hat Garnier mit Tom Waits, Loudon Wainwright III, Paul Simon, Marc Ribot und Eric Andersen gearbeitet und war ein Mitglied von Asleep at the Wheel (1971–78) sowie The Lounge Lizards. Er spielte auch längere Zeit für David Johansen bei dessen Buster Poindexter Projekt. Er spielte in Bob Dylans Film Masked and Anonymous (2003) mit. 2008 spielte Garnier auf Michelle Branchs EP Everything Comes and Goes, die im Juli 2010 veröffentlicht wurde. Auch ist er auf Alben von Jenny Scheinman, Paul Simon, Daniel Lanois und mit Asleep at the Wheel zu hören.